# Weinmannioscyphus messerschmidii
Weinmannioscyphus messerschmidii är en svampart som först beskrevs av Johann Anton Weinmann, och fick sitt nu gällande namn av Svrcek 1977. Weinmannioscyphus messerschmidii ingår i släktet Weinmannioscyphus och familjen Helotiaceae.   Inga underarter finns listade i Catalogue of Life.